# Дадли, Роберт (путешественник)
Сэр Роберт Дадли (7 августа 1574[…], Ричмондский дворец, Лондон — 6 сентября 1649[…], Тоскана) — английский исследователь и картограф. В 1594 году он возглавил экспедицию в Вест-Индию, о которой написал отчёт.
Незаконнорожденный сын Роберта Дадли, 1-го графа Лестера, он унаследовал большую часть поместья графа в соответствии с завещанием своего отца, включая замок Кенилворт.
В 1603—1605 годах он безуспешно пытался доказать легитимность своего происхождения в суде. После этого он навсегда покинул Англию, пеоейдя на службу к великим герцогам Тосканы. Там он работал инженером и судостроителем, а также разработал и опубликовал Dell'Arcano del Mare (1645—1646), первый морской атлас, охватывающий весь мир.
Дадли был опытным мореплавателем и математиком. В Италии он называл себя «графом Уорика и Лестера», а также «герцогом Нортумберленда» — титулом, признанным императором Фердинандом II.

## Ранний период жизни

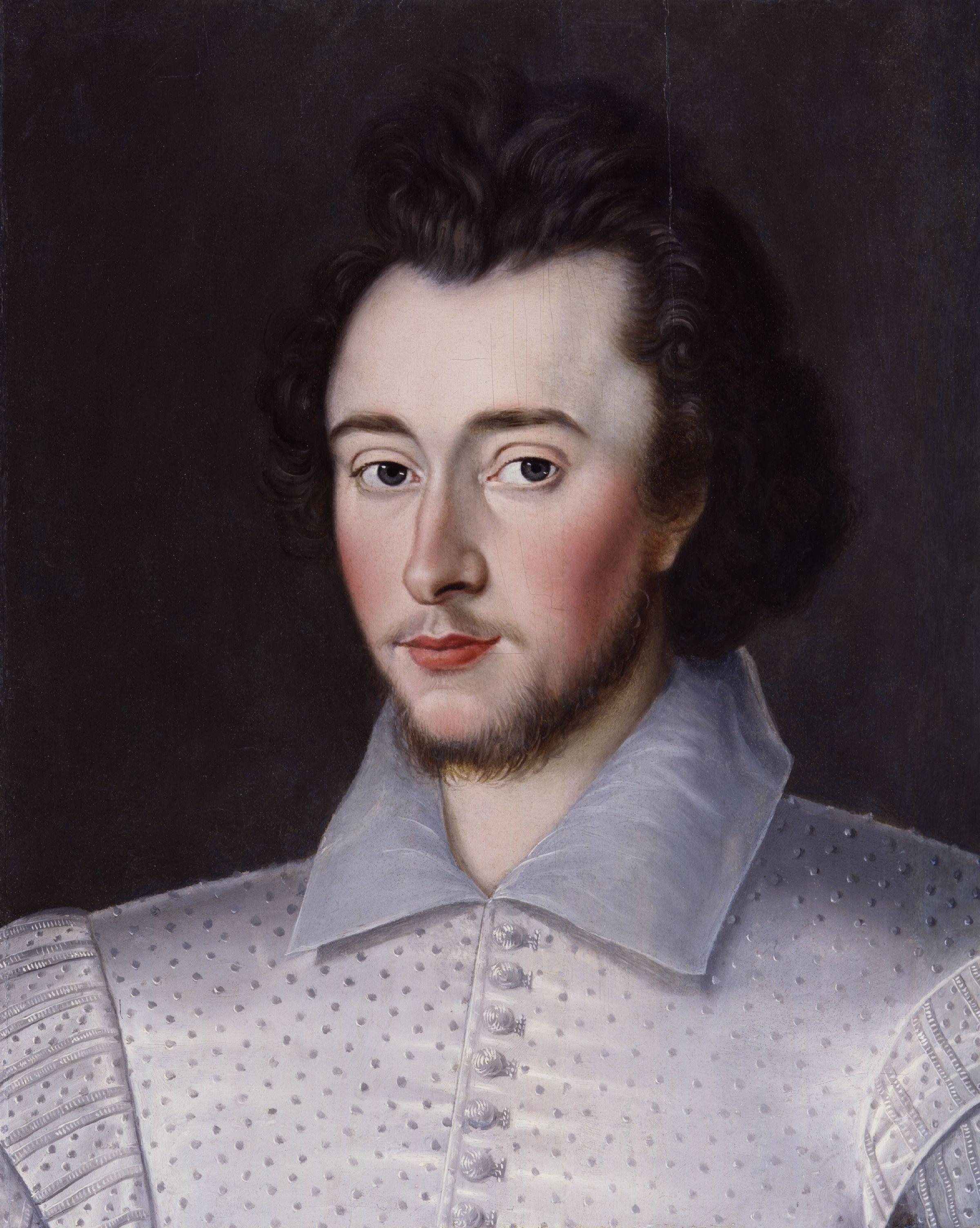
Портрет неизвестного, возможно, являющийся портретом сэра Роберта Дадли, 1591

Роберт Дадли был сыном Роберта Дадли, 1-го графа Лестера и его любовницы Дуглас Шеффилд, дочери Уильяма Говарда, 1-го барона Эффингемского. Он вырос в домах своего отца и друзей отца, но имел право навещать мать, когда она того пожелает.
Его мать вышла замуж за сэра Эдварда Стаффорда в ноябре 1579 года, а затем уехала в Париж. Граф Лестер любил своего сына и часто навещал его. Дадли получил прекрасное образование и был зачислен в Крайст-Черч в Оксфорде в 1587 году со статусом filius comitis («сын графа»). Там его наставником был Томас Чалонер, который также стал его близким другом. В 1588 году, когда испанская армада угрожала Англии, 14-летний Роберт присоединился к своему отцу, который командовал армией в лагере Тилбери, готовясь противостоять испанскому вторжению, но 4 сентября граф Лестер умер. Его завещание дало Дадли большое наследство, включая замок и поместье в Кенилворте, а после смерти его дяди, Эмброуза Дадли, 3-го графа Уорика, сэр Роберт получил владения Денби и Чирк.
В начале 1591 года Дадли был помолвлен с Фрэнсис Вавасур. Это было сделано с согласия королевы Елизаветы I, которая очень любила Дадли, но хотела, чтобы он подождал с женитьбой, пока подрастет. Позже, в том же году Вавасур тайно вышла замуж за другого мужчину и была отставлена от королевского двора. В свою очередь, 17-летний Дадли женился на Маргарет, единоутробной сестре сэра Томаса Кавендиша, в последнее путешествие которого он, вероятно, вложил деньги. Дадли был также отставлен от двора за этот тайный брак, но всего на несколько дней, позднее Елизавета отменила своё решение. Её отец Роберт подарил Маргарет на свадьбу два корабля: «Лестер» и «Робак». Вскоре, в 1593 году она умерла бездетной.

## Экспедиции
В 1594 году Дадли собрал флотилию, в которую включил галеоны «Медведь» — флагманом и «Медвежонок», также пинасы «Эрвиг» и «Фрискинг». Он намеревался атаковать испанские корабли в Атлантике. Королева не одобрила его планы из-за его неопытности и ценности кораблей. Она, в итоге, назначила его генералом, но настояла, чтобы вместо охоты на испанские суда он отплыл в Гвиану.
Дадли нанял 275 моряков-ветеранов, в том числе штурмана Абрахама Кендала и капитанов Томаса Джобсона и Бенджамина Вуда. Флотилия Дадли отплыла 6 ноября 1594 года, но внезапный шторм разделил корабли и отогнал их обратно в разные порты. Дадли послал приказ капитану «Медвежонка» присоединиться к нему на Канарских островах или в Кабо-Бланко, и тот снова вышел в море.
Поначалу путешествие Дадли оказалось неудачным: «Эрвиг» затонул, а большинство встреченных им судов были дружественными. Дадли возглавил только один рейд в Лагосском заливе.
В декабре экспедиции наконец удалось захватить на Тенерифе два испанских корабля. Дадли переименовал их в «Интент» и «Регард», укомплектовал их своими матросами и поручил капитану Вудсу. Он отплыл в Кабо-Бланко, ожидая встретить там «Медвежонка», но тот не появился. Флот Дадли отплыл в Тринидад и бросил якорь в заливе Седрос 31 января 1595 года. Там он обнаружил остров, который он объявил принадлежащим английской короне и назвал Дудлиана. Затем он отплыл в залив Паракоа для ремонта и произвел разведку до Сан-Хосе-де-Оруна, но решил не атаковать его.
Дадли разделил свои силы, отправив «Интент» и «Регард» на север. В Тринидаде он завербовал испаноговорящего индейца, который пообещал сопровождать экспедицию на золотой прииск вверх по реке Ориноко. Экспедиция под руководством капитана Джобсона вернулась через две недели; как оказалось, их проводник сбежал от них, и они были вынуждены отступить. Дадли вернулся в Тринидад.
12 марта флот Дадли отплыл на север, где наконец захватил испанское торговое судно. Затем он направился к Кабо Рохо в Пуэрто-Рико, некоторое время ждал подходящей добычи, а затем направился к Бермудским островам. Шторм отнес «Медведя» на север, где сейчас находится Новая Англия, прежде чем флот наконец достиг Азорских островов. Не имея продовольствия и исправных орудий, Дадли отплыл домой, но по пути встретил испанский военный корабль. Ему удалось перехитрить и вывести его из строя в двухдневном бою, но он решил не брать его на абордаж. «Медведь» прибыл в Сент-Айвс в Корнуолле в конце мая 1595 года, и Дадли услышал, что капитан Вуд захватил три корабля.
В следующем, 1596 году, Дадли присоединился к Роберту Деверё, 2-му графу Эссексу, чтобы служить командиром «Нонпарейла» в экспедиции в Кадис. Позже он был посвящен в рыцари за свое поведение при взятии Кадиса, хотя то, что он конкретно сделал во время штурма не записано. Вскоре после этого он женился на Алисе, дочери сэра Томаса Ли из Стоунли.
В 1597 году Дадли отправил капитана Вуда в торговое путешествие в Китай вместе с кораблями «Медведь», «Медвежонок» и «Бенджамин», но они так и не вернулись.

## Попытки добиться признания официального рождения в браке
Дадли утверждал, что в мае 1603 года некий авантюрист по имени Томас Друри сообщил ему, что его родители тайно поженились. Он начал пытаться доказать свои права на титулы графа Лестера и графа Уорика, а также на собственность своего покойного дяди Амброуза Дадли, включая поместья Амброуза в Уорикском замке. Дело рассматривалось в Звездной палате в 1604—1605 годах и вызвало большой общественный интерес. Девяносто свидетелей явились со стороны Дадли и 57 свидетелей со стороны овдовевшей графини Лестера Леттис Ноллис. Дадли убедил и, возможно, оказал давление на свою мать поддержать его дело. Она письменно заявила (она не присутствовала на суде лично), что Лестер торжественно заключил с ней брак в Кэннон-Роу, Вестминстер, в 1571 году и что они поженились в Эшере, графство Суррей, «зимой» в 1573 году. из 10 предполагаемых свидетелей («помимо прочих») церемонии давно умерли. Она также не могла вспомнить ни кто был священником, проводившим церемонию, ни точную дату свадьбы. Звездная палата отвергла доказательства и оштрафовала нескольких свидетелей. Был сделан вывод, что сэр Роберт Дадли был обманут Друри, который, в свою очередь, преследовал «свою личную выгоду». Король Джеймс I утвердил решение, и оно было вынесено 10 мая 1605 года. В 1621 году официальное расследование в Тоскане, новой стране Дадли, пришло к выводу, что «друзья Дадли утверждают, что его отец женился на леди Шеффилд, но они не могут объяснить причину того, что брак оставался тайным при его жизни, что нанесло ущерб предполагаемой легитимности ее сына».

## В Италии
Дадли покинул Англию в июле 1605 года через Кале. Его сопровождала его возлюбленная и кузина Элизабет Саутвелл, замаскированная под пажа. Она была дочерью сэра Роберта Саутвелла и леди Элизабет Ховард, внучки Чарльза Ховарда, 1-го графа Ноттингема, дяди Дадли. Пара заявила, что приняли католицизм.
Дадли женился на Элизабет Саутвелл в Лионе в 1606 году, после того как они получили папское разрешение, поскольку были кровными родственниками, и сначала поселились во Флоренции. По английскому законодательству этот брак был двоеженским, поскольку он все еще был женат на леди Алисе (брак, не признанный Папой, поскольку он имел место в англиканской церкви). Здесь Дадли начал использовать титул своего отца графа Лестера и титул своего дяди графа Уорика.
Дадли спроектировал и построил военные корабли для арсенала Ливорно и стал военно-морским советником Фердинанда I, великого герцога Тосканы, из семьи Медичи. Он получил ренту в размере 2000 дукатов. В 1608 году Дадли убедил герцога отправить каперский галеон «Санта-Люсия Буонавентура» в Гвиану и северную Бразилию в рамках единственной попытки итальянской колонизации Америки, известной как экспедиция Торнтона.

### Попытки примирения
Яков I отозвал у Дадли разрешение на путешествие за пределы страны в 1607 году. Когда он приказал Дадли вернуться домой, чтобы обеспечить свою покинутую жену и семью, Дадли отказался это сделать.
Затем он был объявлен вне закона, а его имущество было конфисковано. Он продолжал контакты с английским двором через сэра Томаса Челонера, который теперь был камергером Генриха, принца Уэльского. Он переписывался с молодым принцем по вопросам мореплавания и кораблестроения, а в 1611 году пытался добиться брака между ним и Екатериной Медичи, дочерью Великого герцога Фердинанда. Тем временем принц Генрих облюбовал замок Кенилворт, назвав его «самым благородным и великолепным сооружением в средней части этого королевства». Он был готов купить его у Дадли и согласился в 1611 году заплатить 14 500 фунтов стерлингов, при этом гарантировав, что Дадли будет занимать должность констебля замка пожизненно. Когда Генрих умер в 1612 году, было выплачено всего 3000 фунтов стерлингов, и неясно, получал ли их когда-либо Дадли. Затем новый принц Уэльский Чарльз завладел замком, но не смог выплатить причитающуюся сумму. В 1621 году он получил парламентский акт, разрешающий жене Дадли продать ему поместье за 4000 фунтов стерлингов.
В 1618 году Джеймс I даровал графства Лестер и Уорик другим лицам (соответственно лорду Лайлу и лорду Ричу). В 1620 году Дадли убедил великую герцогиню Марию Магдалину, жену нового герцога Козимо II, попросить ее брата, императора Фердинанда II, признать его притязания на титул деда — герцога Нортумберлендского. Дадли добился успеха 9 марта 1620 года, и, после этого, Яков I прекратил все переговоры о примирении.

### Последние годы
Помимо судостроения, Дадли был занят многими проектами в Тоскане, включая волнолом Ливорно и укрепления гавани, осушение местных болот и строительство дворца в самом сердце Флоренции. Он также спроектировал новые галеры и написал свои мемуары о навигации и мореплавании между 1610 и 1620 годами. Позже Дадли включил свои заметки в шесть томов книги Dell’Arcano del Mare («Тайна моря»), опубликованной им самостоятельно в 1646—1647 годах. Он также написал «Морской справочник» как руководство для тосканского флота, но эта книга так и не была опубликован.
В 1631 году его жена Елизавета умерла на следующий день после рождения последнего ребенка. Некоторые из их 13 детей сочетались браком с итальянскими дворянами. В 1644 году король Карл I признал вторую жену Дадли, Алису, герцогиню Дадли на всю жизнь и признал легитимность Дадли, но не восстановил его титулы и поместье. Роберт Дадли умер 6 сентября 1649 года недалеко от Флоренции на вилле Риньери (ныне вилла Корсини в Кастелло). Он был похоронен в Сан-Пеанкрацио во Флоренции.
Сыном Дадли был Карло Дадли, носивший титул герцог Нортумберлендский, отец Марии Кристины Дадли, второй жены маркиза Андреа Палеотти; они были родителями Адельхиды Палеотти, которая вышла замуж за Чарльза Талбота, 1-го герцога Шрусбери; об этом браке не осталось никаких сведений. Несмотря на браки потомков Дадли, «теперь не осталось ни одного Дадли по мужской линии, чтобы продолжить это имя. После третьего поколения они вымерли в Италии».
В 1660 году, после Реставрации, леди Алиса, вторая жена Дадли (считавшаяся в рамках английских законов его законной вдовой), обратилась к королю Карлу II с ходатайством о признании за ней титула герцогини Нортумберлендской; а за её дочерями, леди Кэтрин Левесон и леди Энн Холборн, — статуса дочерей герцогини. Однако король сохранил за титулом статус дара короны и вместо того, чтобы удовлетворить прошение передал титул его своему внебрачному сыну Джорджу Фицрою.
Дадли завещал свое поместье Фердинандо II Медичи, великому герцогу Тосканы. Его коллекция научных инструментов выставлена в музее Галилея, (бывшем Институте и Музее истории науки) во Флоренции.